# 维克多·格林尼亚
弗朗索瓦·奥古斯特·维克多·格林尼亚（1871年5月6日—1935年12月13日），法国化学家，诺贝尔化学奖得主。他于1871年5月6日出生于法国瑟堡，1935年12月13日逝世于法国里昂。
格林尼亚出身于一个造船师的家庭中。他早年曾在里昂攻读数学，后来转为化学，并于1910年在南希大学任教授。一战中他曾参与过化学武器的研究，主要为光气的制造和芥子气的检测。战时他的“对手”则是德国化学家，另一个诺贝尔化学奖得主弗里茨·哈伯。

## 格林尼亚反应
格林尼亚最著名的科学贡献是他发现了一种增长碳链的有机合成方法。这种方法被后人称为“格林尼亚反应”，反应中用到的烃基卤化镁则被后人称为“格氏试剂”。格氏反应分为两步：
1. 格氏试剂的合成：卤代烃（简式R-X，其中R代表烷基或芳基；X 是卤素，通常为溴或碘）与金属镁在乙醚中反应，制得格氏试剂R-Mg-X。
2. 对羰基的进攻：反应的第二步，向格氏试剂中加入醛，酮或酯等羰基化合物。格氏试剂中的碳负离子对羰基碳进行亲核加成，生成的化合物是一种醇。

格氏反应是用有机小分子合成大分子的重要方法。如果选择合适的起始反应物，格氏反应可以被用来合成很多不同的化合物。1912年，格林尼亚与他的同事法国化学家保罗·萨巴捷一同获得了诺贝尔化学奖。

## 榮譽
- 1912 — 諾貝爾化學獎
- 1912 — Société chimique de France拉瓦錫獎章（英语：Lavoisier Medal）[2]
- 1933 — 法國榮譽軍團勳章[3]